# Сёстры бесконечной снисходительности

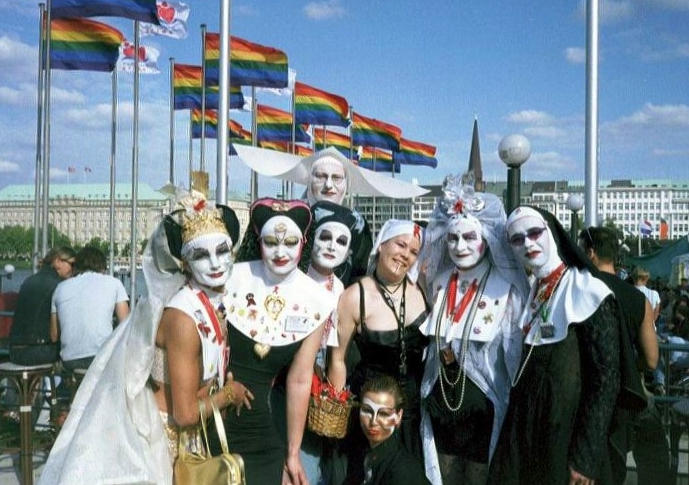
«Сёстры бесконечной снисходительности» в Гамбурге

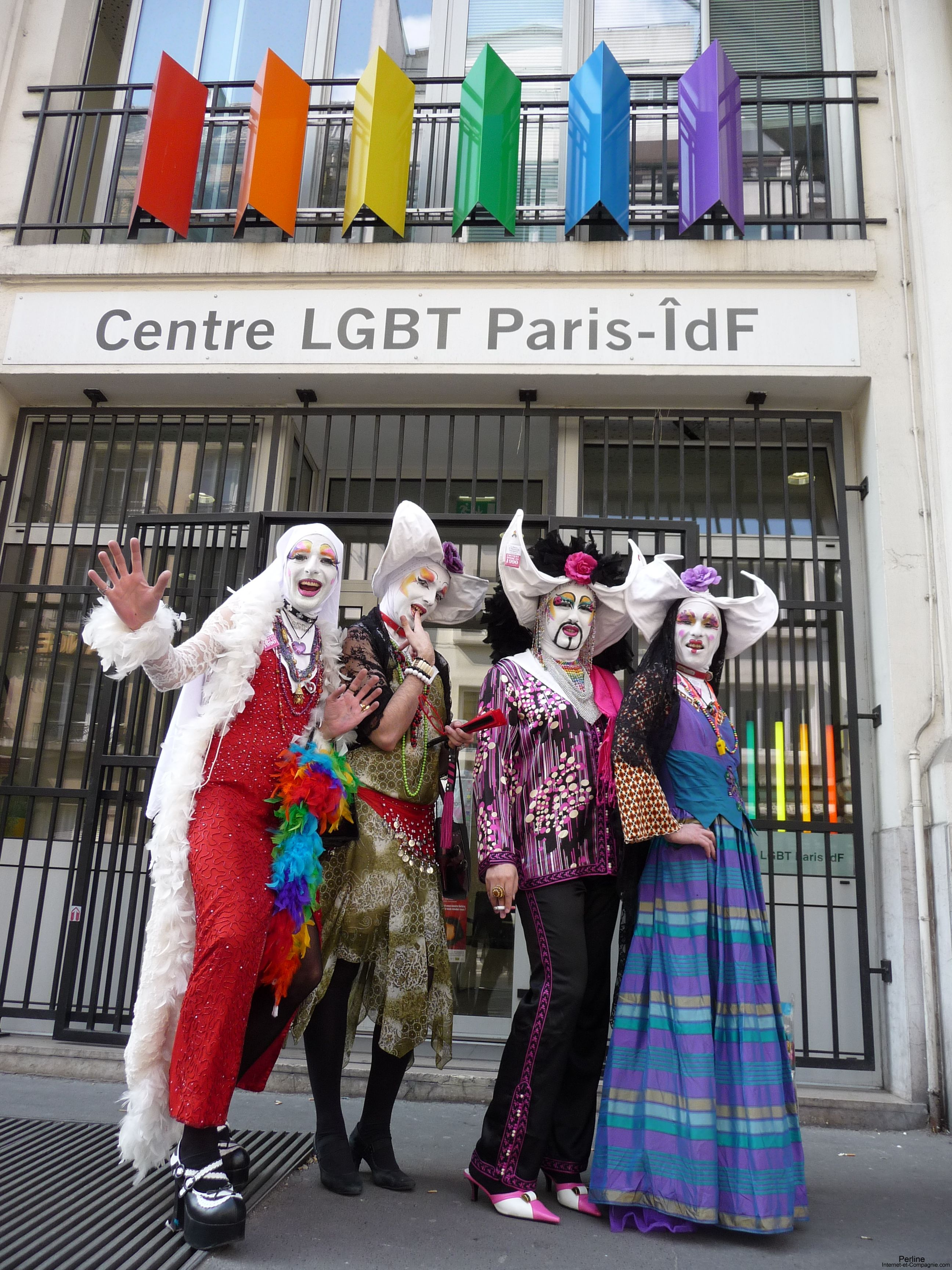
Les Soeurs de la Perpétuelle Indulgence—Couvent de Paris devant le centre LGBT, 2011.

«Сёстры бесконечной снисходительности» (англ. Sisters of Perpetual Indulgence) — международное благотворительное, протестное и карнавальное сообщество, которое использует пародийные католические образы, чтобы привлечь внимание к ксенофобии и высмеять проблемы гендера, морали и религии. Отсчитывает свою историю с 1979 года, когда небольшая группа гомосексуалов из Сан-Франциско начала публично носить одеяния монахинь, используя умышленно экстравагантные формы и поведение, чтобы привлечь внимание к социальным, политическим конфликтам и проблемам гей-квартала Кастро.
В настоящий момент представляет собой международную сеть некоммерческих организаций, которые занимаются вопросами благотворительности в области противодействия эпидемии СПИДа и наркомании, пропаганды безопасного секса, прав человека в отношении гомосексуальных и транссексуальных людей.
Подвергаются резкой критике за пародирование католической символики и политики как со стороны ЛГБТ-сообщества, так и со стороны религиозных кругов.